# Jimmy Montanero
Jimmy Gustavo Montanero Soledispa (né le 24 août 1960 à Portoviejo en Équateur) est un joueur de football international équatorien, qui évoluait au poste de défenseur.

## Biographie

### Carrière en sélection
Avec l'équipe d'Équateur, il joue 16 matchs (pour aucun but inscrit) entre 1989 et 1993. 
Il figure notamment dans le groupe des sélectionnés lors des Copa América de 1989, de 1991 et de 1993.

## Palmarès
Barcelona
- Championnat d'Équateur (6) :
  - Champion : 1985, 1987, 1989, 1991, 1995 et 1997.